# Замок Чиллингем

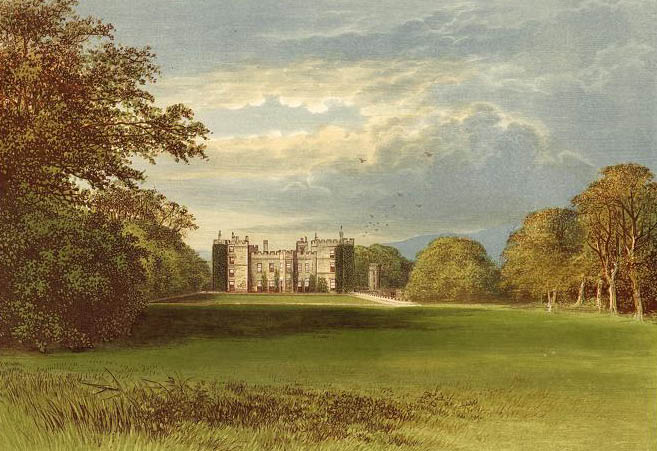
Чиллингем на картине XIX в.

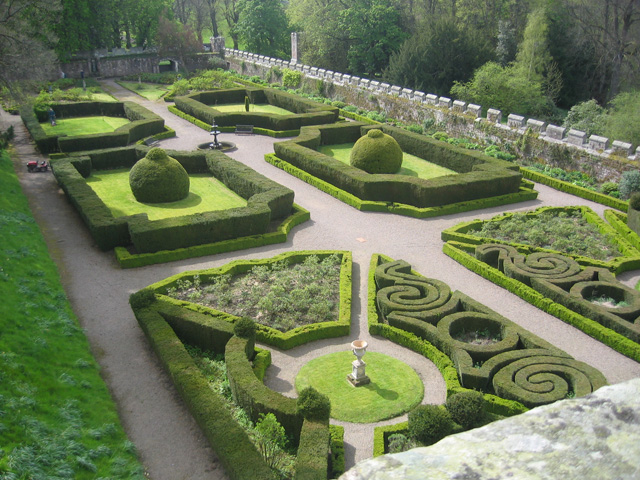
Сады замка

Замок Чиллингем (англ. Chillingham Castle) расположен на севере Англии в графстве Нортумберленд недалеко от южных границ Шотландии.

## История замка
Замок был построен в конце XII века и первоначально включал в себя только дозорную башню. В начале XIII века Чиллингем перешёл в собственность семьи Грей. В 1298 году, во время кампании против Уильяма Уоллеса, замок посетил король Эдуард I Длинноногий. Он ночевал на последнем уровне башни, в помещении, где специально для короля сделали в стенах окна. С тех пор это помещение носит название Комната Эдуарда I.
В Средневековье местоположение Чиллингема имело важное стратегическое значение: он располагался на границе двух противоборствующих наций, поэтому в замке часто останавливались отряды английских войск, которые следовали в Шотландию. Шотландцы в свою очередь не менее часто совершали набеги на замок.
В 1617 году в замке останавливался Яков VI, король Англии и Шотландии, объезжавший оба королевства. После вступления Якова VI на престол, политическая ситуация между странами наладилась, в результате чего отпала необходимость защищать границы. Чиллингем постепенно превратился из военной цитадели в светский замок. Окружающий замок ров был заполнен землёй, пристроены новые помещения — банкетный зал и библиотека, — а в XVIII и XIX веках вокруг замка разбили роскошные сады.
Во время Второй мировой войны в Чиллингеме размещались казармы. Деревья вокруг замка были вырублены и пущены на дрова для обогрева солдат. После войны замок пришёл в запустение. У него обвалилась крыша, а на верхних этажах скопилось около тонны птичьего помёта.
В 1980 году замок приобрёл сэр Хэмфри Уэйкфилд, жена которого была потомком Грэев. Чтобы вернуть замку былое величие, сэр Хэмфри потратил немалые средства на его восстановление. Каждое помещение было отремонтировано и обставлено соответственно эпохе. Например, «Комната Эдуарда Первого» приобрела вид, который, возможно, имела в XIII веке Банкетный зал также был обставлен в Средневековом стиле.

## Достопримечательности

### Чиллингемские привидения
Голубой мальчик
Самый известный призрак Чиллингема — Голубой (или сияющий) мальчик. Рассказывают, что ночью в Розовой комнате замка раздаются громкие вопли и появляется голубое свечение над кроватью или одетый в голубые одежды мальчик. Подтверждением этих рассказов стал найденный в замке склеп — во время ремонта в стене обнаружили истлевшие скелеты взрослого мужчины и маленького мальчика. Вероятно они были замурованы заживо, так как на внутренней стене склепа чётко видны оставленные пленниками царапины.
Мучитель Сэйдж
В Чиллингеме можно посетить полностью оборудованную комнату пыток. Там, по словам очевидцев, появляется дух Мучителя Джона Сэйджа, прежнего владельца замка. Он задушил свою любовницу Элизабет Чарлтон. Отец Элизабет пригрозил Эдуарду Длинноногому, что вступит в союз с шотландцами и поднимет мятеж, если убийца не будет наказан. В результате по приказу короля Мучитель Сэйдж был казнён на территории замка.
Леди Мэри Беркли
Другой знаменитый призрак — дух Леди Мэри Беркли, который, как рассказывают, часто появляется из своего портрета в Серой комнате. По легенде муж Леди Мэри ушёл к её сестре, оставив жену страдать в одиночестве в замке.

### Темница
Подземная темница — ещё одно зловещее помещение замка. В темнице нет ни окон, ни дверей, туда можно попасть лишь через небольшое отверстие в стене, забранное решёткой. Вероятно, пленнику ломали руки и ноги, прежде чем заключить в камеру и бросить там умирать. В начале прошлого века были убраны, кроме одного, накопившиеся в темнице останки. И сейчас в камере можно увидеть скелет маленькой девочки, последнего погибшего в Чиллингеме узника.

## Появление в фильмах
В замке снимались некоторые сцены фильма «Елизавета» (1998, в ролях Кейт Бланшетт, Джеффри Раш).